# Charles Ier de Bourbon (archevêque de Rouen)
Pour les articles homonymes, voir Cardinal de Bourbon.
Ne doit pas être confondu avec Charles Ier de Bourbon ou Charles X.
Pour les autres membres de la famille, voir Maison de Bourbon-Vendôme.
Charles Ier de Bourbon, dit le cardinal de Vendôme puis de Bourbon, né le 22 septembre 1523 à La Ferté-sous-Jouarre et mort le 9 mai 1590 à Fontenay-le-Comte, est un prince du sang de la maison de Bourbon, reconnu roi de France sous le nom de « Charles X » en 1589 par le parti ligueur à la place de son neveu, Henri III de Navarre devenu Henri IV, chef du parti protestant.
Au cours de sa carrière ecclésiastique, l'accumulation des bénéfices (il est devenu abbé commendataire de plus de vingt abbayes) fait de lui un des plus riches princes d'Europe.
Il fut en tant que prince de sang un personnage important des guerres de Religion. Après la mort de François d'Anjou, le frère et héritier du roi Henri III, la Ligue fait du cardinal son candidat à la succession à la place de son neveu, le protestant Henri de Navarre. Lors des États généraux de 1588 à Blois, il est arrêté sur l'ordre d'Henri III, alors hostile à la Ligue. À la mort de celui-ci, assassiné en 1589, le cardinal est reconnu roi par les ligueurs. Le 5 mars 1590, il est proclamé roi par les parlementaires parisiens ralliés à la Ligue, mais il meurt deux mois plus tard à l'âge de 66 ans.

## Biographie

### Famille
Il est le troisième fils survivant de Charles IV, duc de Vendôme, et de son épouse Françoise d'Alençon, duchesse de Beaumont.
Ses deux frères aînés sont Antoine (1518-1562), futur roi de Navarre et François (1519-1546), comte d'Enghien. À la mort sans descendance de François, il se retrouve quatrième dans l'ordre de succession au trône de France ainsi que second prince de sang. En effet, Antoine, puis son fils Henri, sont mieux placés que lui dans l'ordre légal de succession (primogéniture mâle) (ils sont, successivement, « premier prince du sang »).
Il est également le neveu du cardinal Louis de Bourbon-Vendôme et l'oncle du cardinal Charles II de Bourbon.
Il aurait eu un fils illégitime, Nicolas Poulain.

### Carrière ecclésiastique

#### Premières fonctions
Il débute comme clerc à la cathédrale de Meaux.
Élu évêque de Nevers le 5 juillet 1540, il est transféré à Saintes le 23 janvier 1544.
Il résigne le siège de Nevers le 5 mai 1546.
Il devient à 25 ans en 1548 le second abbé commendataire de l’abbaye de la Trinité de Vendôme

#### Période du cardinalat (à partir de 1550)
Il est créé cardinal lors du consistoire tenu le 9 janvier 1548 par le pape Paul III, recevant le titre cardinalice de San Sisto le 25 janvier 1549. Il participe au conclave de 1549-1550 qui élit le pape Jules III.
Il résigne le siège de Saintes le 19 mars 1550.
À la suite de la mort de Martin de Saint-André (mars 1546), il est nommé administrateur du diocèse de Carcassonne, fonction qu'il occupe du 9 mars 1550 au 15 décembre 1553 (il le redevient après la mort de François de Faucon du 4 octobre 1565 à 1567).
Le 3 octobre 1550, il devient archevêque de Rouen. À ce titre le cardinal de Vendôme reçu le roi et sa cour, pour un festin, dans le palais abbatiale de l'abbaye Saint-Ouen lors de l'entrée triomphale du monarque dans la ville à la suite de la prise de Boulogne-sur-Mer.
Il participe aux conclaves de 1555 qui élisent les papes Marcel II, puis Paul IV.
Il ne participe pas au conclave de 1559 qui élit le pape Pie IV. Le 15 janvier 1561, il devient cardinal de San Crisogono.
Il ne participe pas au conclave de 1565-1566 qui élit le pape Pie V.
Le 26 août 1569, il administre l'évêché de Beauvais, fonction qu'il résigne le 24 août 1575, par échange avec Nicolas Fumée, abbé de la Couture.
Il ne participe pas au conclave de 1572 qui élit Grégoire XIII.
Il ne participe pas au conclave de 1585 qui élit Sixte V.

#### Abbé commendataire
En 1550, il est nommé abbé commendataire de l'abbaye Saint-Ouen de Rouen.
De 1556 à 1558, il est abbé commendataire de l'abbaye Notre-Dame du Tronchet, de l'abbaye de Corbie à partir de 1557 et de l'abbaye de Saint-Wandrille de 1569 à 1578, ainsi que de l'abbaye de Bourgueil, de l'Abbaye de Jumièges en 1574.
À partir de 1562, il est abbé commendataire de Saint-Germain-des-Prés.

### L'homme politique

#### Rôle politique général
En 1551, il est nommé lieutenant-général du gouvernement de Paris et d’Île-de-France[pas clair].
Il participe aux états généraux de 1560, à Orléans.
Il accompagne en 1565 le roi Charles IX dans son voyage à Bayonne. Il devient cette année-là légat du pape à Avignon.
En tant qu'administrateur[pas clair] du diocèse de Beauvais (1569), il devient comte et pair de France.
En 1573, des laïcs auraient voulu abolir les privilèges universitaires[pas clair], mais, selon Julien Beré, l'intervention du cardinal de Bourbon sauvegarde ces droits. Le prélat, en dépit de son titre de conservateur apostolique des privilèges universitaires n'était néanmoins qu'un protecteur fort tiède.
En 1580, il préside l'assemblée du clergé de France tenue à Melun, et en 1581, le concile de Rouen[réf. nécessaire].

#### Le chef des «Bourbons catholiques»
Alors que beaucoup de ses proches, notamment ses frères Antoine et Louis, sont convertis au protestantisme, il soutient la lutte contre la nouvelle religion, en général et dans sa famille. Il y parvient partiellement avec son frère Antoine, et après le massacre de la Saint-Barthélemy avec ses neveux, les fils cadets du prince de Condé et Henri de Navarre (convertis sous la menace).
Mais il a toujours à cœur la défense des intérêts politiques des Bourbons face aux maisons rivales des Guise et des Montmorency. À la cour, sa position est donc difficile.
Lorsque, en 1560, son frère Louis Ier de Bourbon-Condé est arrêté sur l'ordre (personnel) de François II, il se jette en larmes[réf. nécessaire] au pied du roi pour implorer sa clémence.
Assidu à la vie de cour, il est du fait de son statut de prince du sang toujours placé au premier rang des grandes cérémonies. Sa présence au sein du conseil royal est un gage de légitimité pour un gouvernement en manque de reconnaissance.
Comme les autres Bourbons catholiques (Montpensier et La Roche-sur-Yon), c'est un familier de la reine Catherine. Homme faible et réputé simple d'esprit, la reine-mère se plaît à l'utiliser.[réf. nécessaire] Elle l'emmène souvent dans ses voyages, notamment pour servir de contact privilégié avec les princes révoltés de sa famille.

#### Rôle dans les guerres de religion de 1562 à 1584

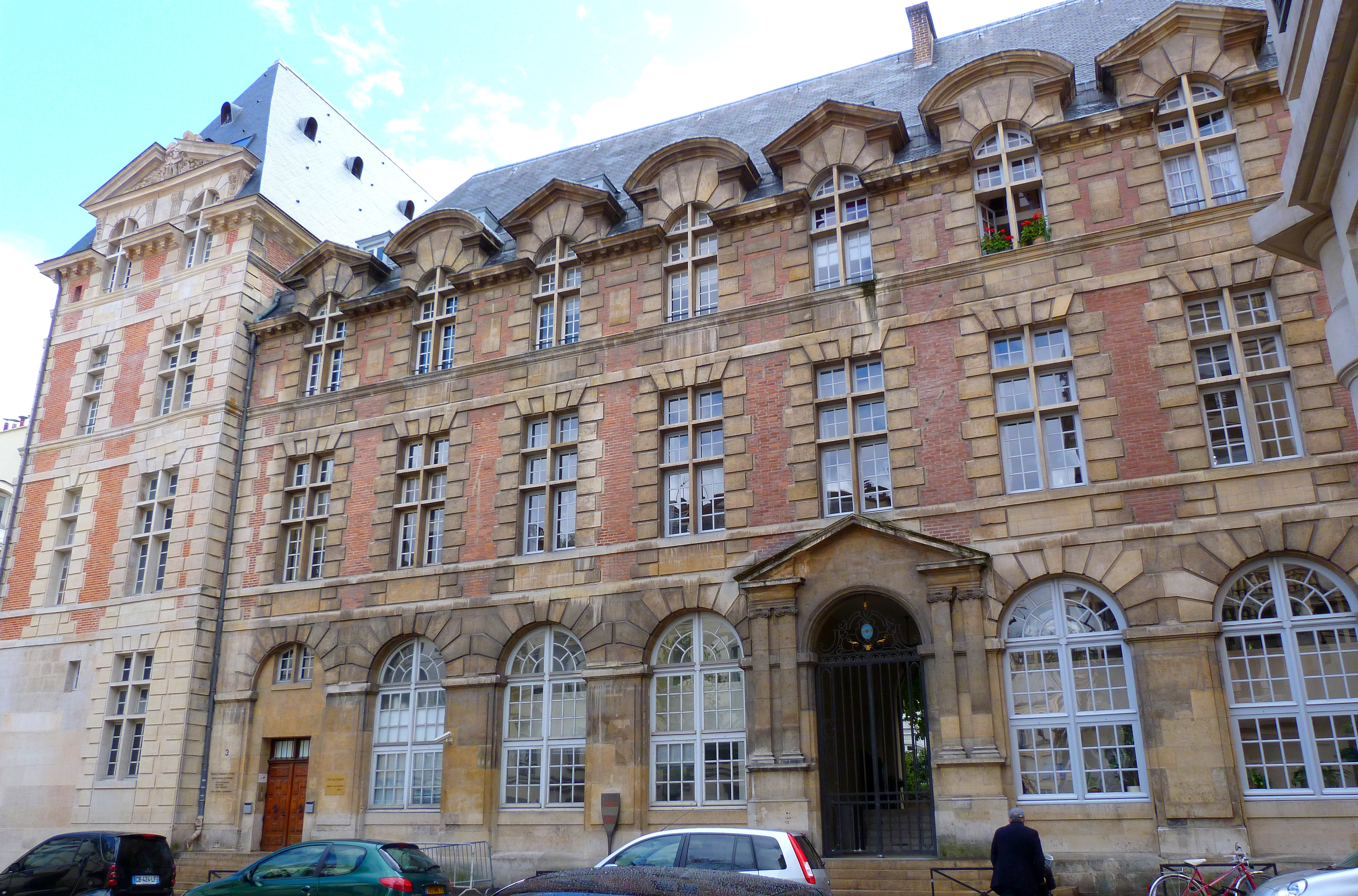
Le palais que le cardinal de Bourbon se fit construire à l'abbaye de Saint-Germain-des-Prés (Paris).

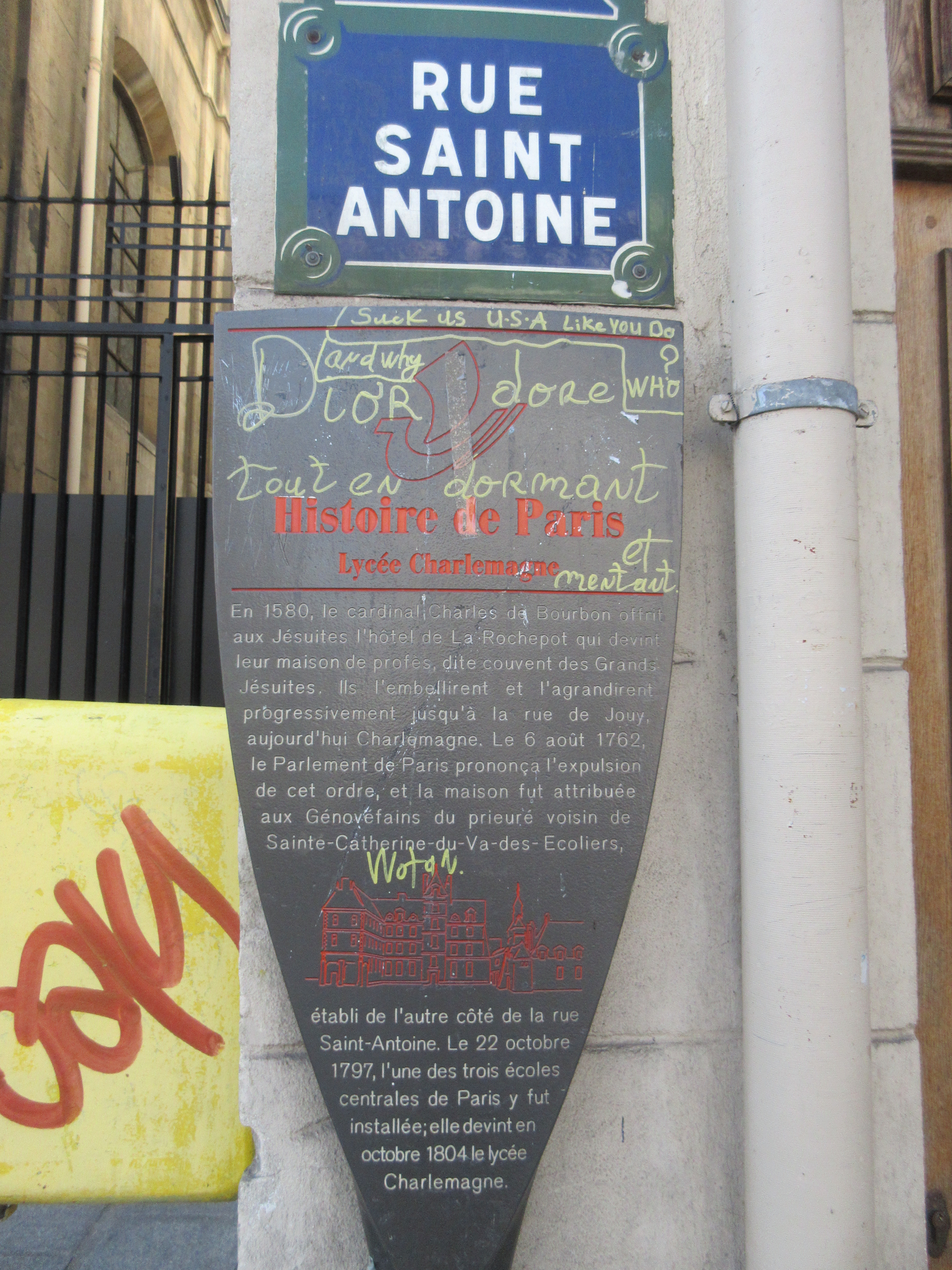
Panneau Histoire de Paris
« Lycée Charlemagne »

Il assiste au colloque de Poissy en 1561, organisé par le chancelier Michel de L'Hospital.
Le 18 août 1572, c'est lui qui unit Henri de Navarre et Marguerite de Valois à Notre-Dame de Paris, peu avant le massacre de la Saint-Barthélemy le 24 août. Henri échappe au massacre grâce à son statut de prince de sang et abjure le protestantisme quelques semaines plus tard.
Il est le premier commandeur de l’ordre du Saint-Esprit, lors de la première promotion du 31 décembre 1578.
Le 13 mars 1580, il sacre archevêque-duc de Reims Louis II de Lorraine, cardinal de Guise. La même année il offre aux Jésuites l'hôtel de La Rochepot, qui y aménagent leur maison professe dite « couvent des Grands Jésuites ».

#### Le candidat de la Ligue catholique au trône (1584-1589)
En 1584, à la suite de la mort de l'héritier présomptif François, duc d'Anjou, les ligueurs, excluant de la succession tous les protestants, nommément Henri III de Navarre, héritier présomptif selon la loi successorale, considèrent Charles de Bourbon comme le successeur légitime du roi de France Henri III.
En 1588, lors de la seconde assemblée des états généraux tenus à Blois, Henri III le fait arrêter après avoir organisé l'assassinat du duc de Guise, chef de la Ligue catholique. Il est emprisonné d'abord à Amboise avec les autres princes ligueurs, mais, craignant une trahison de son gardien le baron de Laugnac, alors que l'armée ligueuse avance vers Orléans, Henri III le fait transférer à Chinon.

#### «Charles X» (1589-1590)
Après l'assassinat d'Henri III par le moine catholique Jacques Clément en 1589, le conseil de la Ligue, dont fait partie Charles de Mayenne, le reconnaît comme roi de France sous le nom de Charles X. À cette date, il est toujours détenu à Chinon. Le 3 septembre, il est cédé par le gouverneur de la place au chef protestant Philippe Duplessis-Mornay qui l'emmène à Maillezais, puis à Fontenay-le-Comte, en territoire huguenot.
Dans un premier temps, le conseil de la Ligue a demandé au Parlement de Paris de ne pas le proclamer roi de France, de peur que s'il venait à mourir, les Bourbons ne se prévalent de cette reconnaissance pour réclamer le trône. C'est seulement le 5 mars 1590 que le Parlement de Paris rend un jugement qui le reconnaît comme roi de France légitime. Mais, depuis le château de Fontenay-le-Comte, il envoie une lettre à son neveu Henri IV qu'il reconnaît comme roi légitime.
Il meurt le 9 mai 1590. Sa dépouille repose dans le tombeau familial de l'église de la chartreuse Notre-Dame de Bonne-Espérance qu'il a fondée en 1553. Cet établissement ayant été détruit par le feu en 1764, la dalle de marbre qui recouvrait son tombeau a été transférée à l'église Saint-Georges d'Aubevoye où elle est encore visible.

## Les monnaies «Charles X» de 1590
À partir de sa proclamation par le Parlement, ses partisans font battre monnaie à son nom, notamment des écus d'or, des quarts et des huitièmes d'écus d'argent.
La légende en latin de ces monnaies est, selon la tradition : Charles X roi de France par la grâce de Dieu.
Lors de travaux de terrassement à Vaux-le-Pénil, en 1885, des ouvriers ont découvert un double tournois à l'effigie de Charles X, roi de France et de Navarre : des ligueurs ont en effet séjourné dans les environs de Melun en 1590.

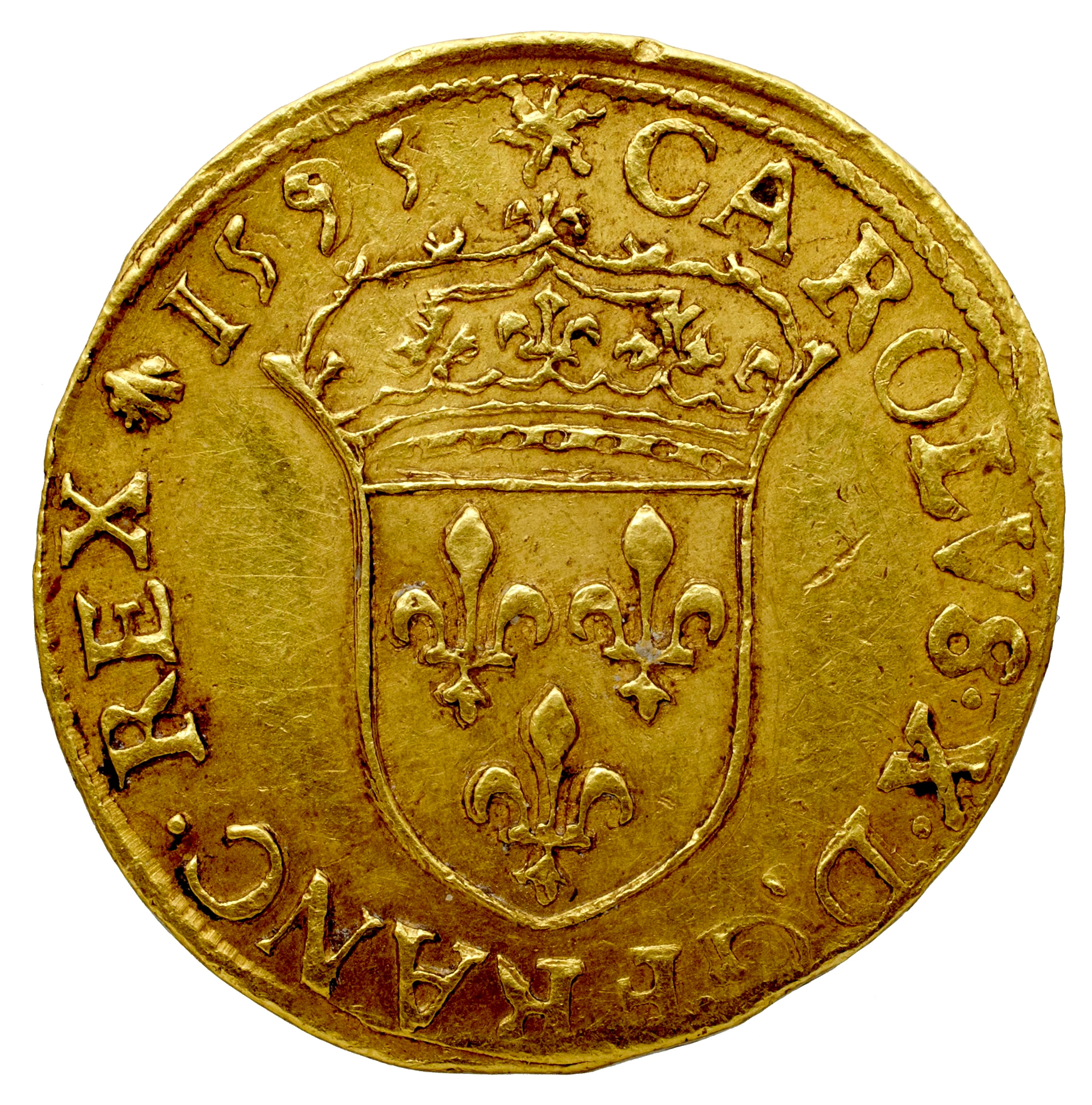
Écu d'or au soleil frappé en 1595 au nom de Charles X.
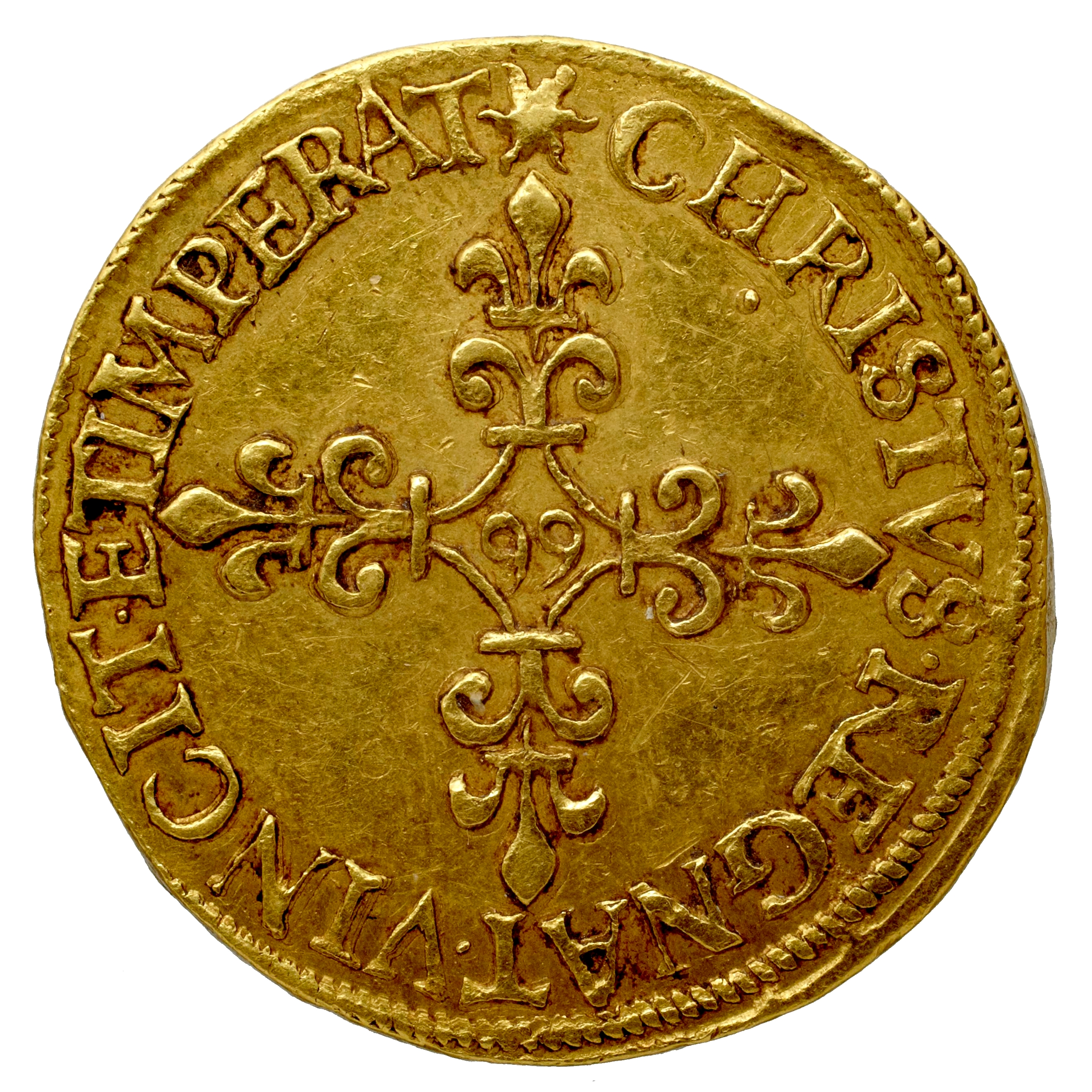
Écu d'or au soleil frappé en 1595, revers.

Ces monnaies ne doivent point être confondues avec celles émises durant la seconde Restauration au nom de Charles X, roi de France et de Navarre, libellées en francs.

## Héraldique et devise
Le cardinal portait d'azur, à trois fleurs de lys d'or, au bâton péri en bande de gueules,.
Il avait pour devise : « Auctor ego audendi » (« Je me porte garant de ton audace »), formule prononcée (au féminin) par la déesse Junon, dans l'Énéide, de Virgile (Livre XII, v. 159). On peut aussi traduire, plus littéralement, le texte original, par : « Je suis l'auteur de ce qui est à oser. »